# Cytidin
Cytidin ist ein Nukleosid und besteht aus der Nukleinbase Cytosin und dem Zucker β-D-Ribose. Das Analogon mit Desoxyribose ist das Desoxycytidin.

## Eigenschaften
Cytidin ist Bestandteil der Ribonukleinsäure (RNA) und bildet dort mit Guanosin ein Basenpaar.

Strukturformel eines G-C-Basenpaars

Cytidin ist eine Zwischenstufe des Pyrimidin-Stoffwechsels, aus der durch Cytidindeaminase (EC 3.5.4.5) katalysierter Desaminierung Uridin, durch Uridin-Cytidin-Kinase (EC 2.7.1.48) katalysierter Phosphorylierung Cytidin-5′-monophosphat (CMP) gebildet wird.
Letzteres wird weiter über Cytidin-5′-diphosphat (CDP) zu Cytidin-5′-triphosphat (CTP) phosphoryliert. CDP bzw. CTP dienen u. a. als Bausteine in der Ribonukleinsäure (RNA)-Synthese bzw. als aktivierende Gruppe bei der Synthese von Lipiden wie Lecithin, Kephalin und Cardiolipin.
Der Abbau zu Cytosin erfolgt durch die katalytische Aktivität der Pyrimidinnucleosidase (EC 3.2.2.8).

## Verwandte Verbindungen

### Isomere
|                   |                              |
| Cytidin, C        | Isocytidin, iC               |
|                   | Pseudoisocytidin 1H-Tautomer |
| Pseudocytidin, ψC | Pseudoisocytidin, psiC       |

### Methylierte Derivate
|                      |                      |                        |                       |                             |
| 3-Methylcytidin, m3C | 5-Methylcytidin, m5C | 2′-O-Methylcytidin, Cm | N4-Methylcytidin, m4C | N4,N4-Dimethylcytidin, m42C |

### Weitere
|                      |                   |
| 5-Azacytidin, 5-azaC | N4-Hydroxycytidin |